# Tristano Martinelli

Retrato de un actor (hacia 1623) por Domenico Fetti. Museo del Ermitage. El protagonista de esta pintura sigue en litigio de eruditos. Según Dennis Stevens, es un caballero o soldado español. Para Pamela Askew se trata de Tristano Martinelli.

Tristano Martinelli (1555? — 1630), también llamado  «Dominus Arlecchinorum», el "Maestro de Arlequines", fue un actor, director y escritor teatral italiano de la Commedia dell'arte. Desarrolló su actividad en Mantua y París entre 1584 y 1621. Se le ha considerado el introductor del personaje de Arlequín en Francia.

## Biografía
Martinelli se inició como cómico en una compañía familiar formada por su hermano Drusiano, en el ducado de Mantua, y bajo la protección de Vicente I Gonzaga. En la década de 1570 se les menciona al frente de la compañía «I Confidenti», solicitando y consiguiendo autorización para la presencia de actrices en los escenarios españoles.
En el carnaval de 1584, Tristano se encontraba en París, muy identificado ya con la máscara de Arlecchino. En ese periodo se casó con Cassandra Guantari, una dama de Verona que le dio siete hijos. Con motivo de las bodas de Enrique IV de Francia con María de Médici en 1600 fue nombrado «capocómico». Poco después escribió su Compositions de Réthorique, una especie de ensayo sobre la figura de Arlequín, que dedicó al soberano francés.
De nuevo en Italia, se unió a la «Compagnia degli Accesi», con cuyo director tuvo una serie de pleitos profesionales que el duque de Mantua acabó dirimiendo a favor de Martinelli.
En dos ocasiones más, entre 1614-1615 y 1620-1621 estuvo en Francia. En el interludio de esos viajes se ha documentado la compra el 4 de enero de 1618 de un molino en Bigarello. Instalado Mantua en los últimos años de su vida, murió en 1630.

### Cómico de leyenda
Diferentes autores recogen algunas anécdotas legendarias sobre el descaro y osadía de Marinelli. Altivo y bufón, al parecer llegó a sentarse en el trono de Enrique IV, dejando al monarca de pie ante él. También se cuenta que firmaba sus cartas a  con el título auto-concedido de «Dominus Arlecchinorum» las correspondencia que dirigía a María de Médici, esposa del anterior y madre de Luis XIII, quien, por su parte fue padrino de uno de sus hijos, circunstancia que le permitió escribirle a dicho rey con un juego de palabras, llamándole "compadre Gallo" (por ser el rey de los «galli», galos) y "comadre Gallina" a su esposa, la reina; todo ello según cuenta la leyenda.
Su identificación con ciertos personajes o máscaras de la «commedia dell'arte», hizo que se le conociera con el sobrenombre de Arlequín y se hicieran famosos los monólogos que mantenía con un ficticio "Zuan Polo" (Juan o Zan Polo), que en realidad era su alter ego.